# Île San Nicolas
Pour les articles homonymes, voir San Nicolás.
Ne pas confondre avec l'île de San Nicola située en Italie.
L'île de San Nicolas (parfois on raccourcit le nom à San Nic ou SNI) est la plus éloignée des Channel Islands de Californie. Elle fait partie du comté de Ventura.
Ses 54 km² sont actuellement contrôlés par la marine américaine, qui utilise l'île comme un camp d'entraînement et de test d'armes.

## Histoire

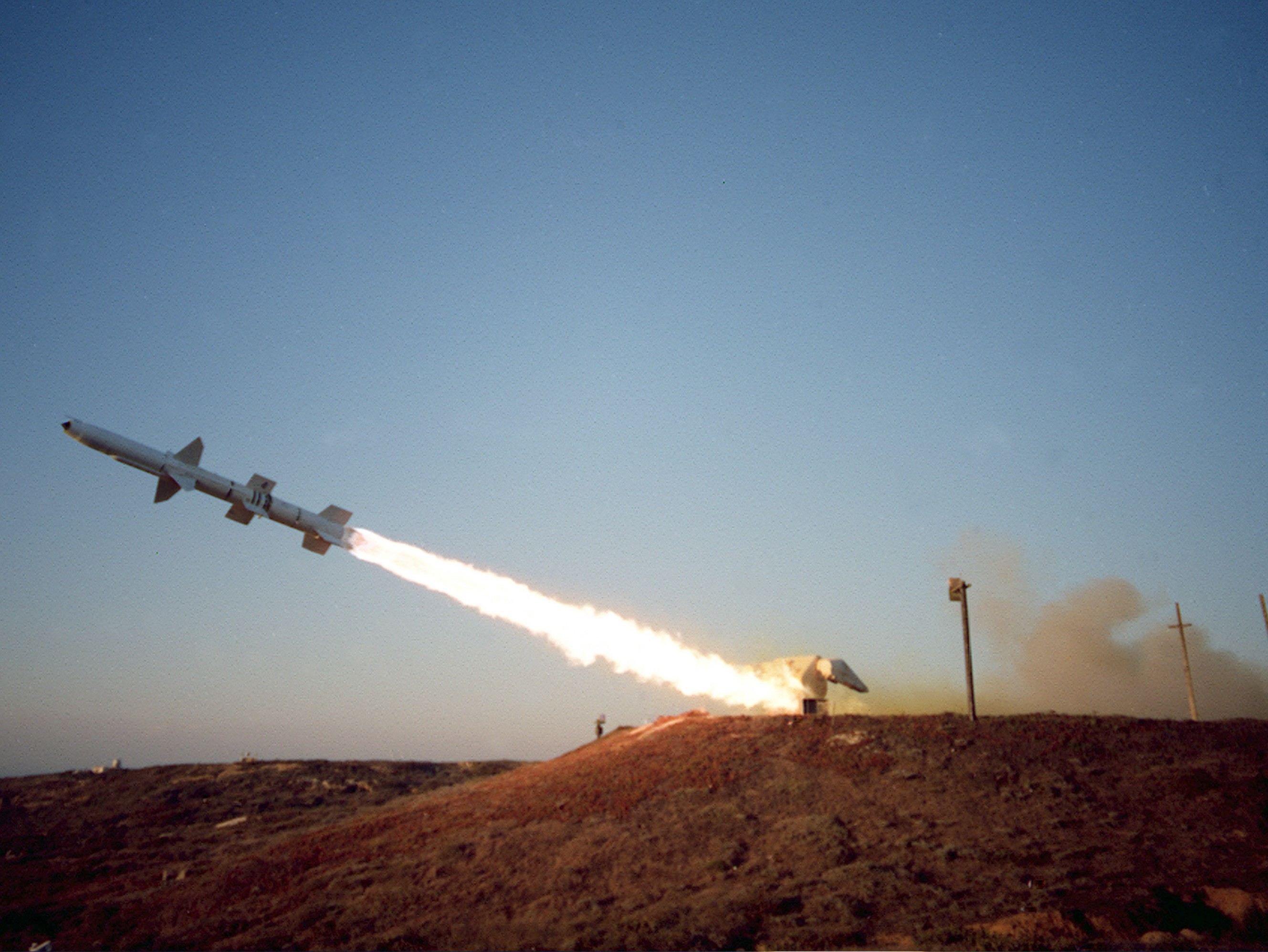
Tir de MQM-8G sur l'île San Nicolas, en 1999.

La tribu des Nicoleño, peuple probablement apparenté aux Tongva de Santa Catalina habitait au départ cette île.
L'explorateur espagnol Sebastián Vizcaíno lui a donné le nom de saint Nicolas car il aperçut pour la première fois l'île le 6 décembre 1602, jour de la fête du saint.
Les Nicoleños furent évacués au début du XIXe siècle par les missionnaires espagnols après une série de conflits avec des chasseurs et des commerçants en 1835. Leur peuple finit par s'éteindre, ainsi que leur langue. Juana Maria, dernière survivante de ce peuple, est notoire pour avoir vécu de nombreuses années dans un isolement total.